# Genadij Nikolajevič Ajgi
Genadij Nikolajevič Ajgi (Генна́дий Никола́евич Айги́; čuvaško: Айхи) (1934 – 2006), čuvaško-ruski pesnik in prevajalec, 21. avgust 1934, Šajmurzino, † 21. februar 2006, Moskva.

## Življenjepis
Genadij Nikolajevič Ajgi je bil rojen v vasi Šajmurzino v ruski avtonomni republiki Čuvašiji. Po očetu je do leta 1969 uporabljal priimek Lisin, nato pa si ga je spremenil v Ajgi, kar je ime njegovega rodu še iz poganskih časov in pomeni "on". Ajgi sodi med vodilne ruske pesnike 20. stoletja.  V čuvaščini je začel pisati leta 1958 in istega leta napisal tudi prvo knjigo, zaradi katere je bil izključen iz Literarnega Inštituta v Moskvi, saj je bila vsebina iz strani cenzorjev ocenjena kot sovražna. V tem jeziku je objavil 10 pesniških knjig, v ruščini pa 16. Ajgi je prvi ne-Rus, ki je ruski poeziji prispeval največ priznanj, med katera sodijo nagrada francoske akademije (1972), nagrada "Andrej Beli" (1987), nagrada "Petrarca" (1993), zlati venec Struških večerov poezije (1994), nagrada "Pasternak" (2000) in nagrada "Ján Smrek". Večkrat je bil nominiran tudi za Nobelovo nagrado, a te mu ni uspelo dobiti. Bil je učenec in nadaljevalec ruske pesniško-likovne avantgarde. Njegovi umetniški predniki so Majakovski, Hlebnikov, Kručonih in  Malevič. 
Njegovo pesniško zbirko Pogled z drevesi je v slovenščino prevedel Drago Bajt, spremno besedo pa jim je pripisal Blaž Podlesnik.
Ruska skladateljica Sofija Gubajdulina je večino Ajgijevih pesmi uglasbila v svojem ciklu skladb "Sedaj je vedno sneg".
Njegov sin Aleksej (roj. 1971) pa je violinist in skladatelj.
1. 1 2 3  Record #119227002 // Gemeinsame Normdatei — 2012—2016.
2. 1 2  data.bnf.fr: platforma za odprte podatke — 2011.